# Centre culturel de Belgrade pour les enfants
Le Centre culturel de Belgrade pour les enfants (en serbe cyrillique : Дечји културни центар Београд ; en serbe latin : Dečji kulturni centar Beograd) est une institution culturelle située à Belgrade, la capitale de la Serbie, dans la partie urbaine de la municipalité de Palilula. Il propose des manifestations culturelles et éducatives pour les plus jeunes.
Le centre est installé 8 rue Takovska.

## Historique
L'origine du centre culturel remonte à 1952. Connu sous le nom de « Maison des pionniers de Belgrade », le centre des enfants a été créé par l'Assemblée de la Ville de Belgrade, à l'initiative du Conseil des pionniers.

## Studios et ateliers
Le centre est constitué de nombreux studios et ateliers :
- l'école de jazz chanté de Katarina Kačunković ;
- l'atelier de création pour les 3 à 7 ans ;
- l'école de guitare ;
- l'atelier de ballet pour les 3 à 5 ans ;
- le sport pour les enfants ;
- le studio de culture de la parole et du drame ;
- l'atelier de théâtre pour les enfants en anglais ;
- le studio de ballet ;
- le studio de danse jazz ;
- le studio de danse contemporaine ;
- l'atelier musical pour les 3 à 7 ans ;
- l'atelier des beaux-arts ;
- le studio des arts appliqués ;
- l'atelier de bande dessinée et de dessin animé ;
- l'atelier de cinéma ;
- l'atelier du film d'animation ;
- l'atelier de piano et de chant solo ;
- l'atelier de guitare classique ;
- l'atelier de créativité et de réalisation personnelle (pour enfants et adultes) ;
- le chant choral.

## Manifestations
Le centre culturel des enfants organise plusieurs manifestations, dont le festival international « Joie de l'Europe » (en serbe : Radost Evrope), qui rassemble des jeunes de 7 à 14 ans notamment autour de spectacles et de concours de danse, de musique et d'art dramatique ; il a été créé en 1969, à l'occasion de la Journée de l'enfance et se déroule au début du mois d'octobre. Parmi les autres manifestations, on peut citer le festival des Enfants compositeurs et le festival La Sirène d'or (Zlatna sirena), qui est un concours de chant pour les enfants.